# 타파니 브로테루스
타파니 카를레 헤이킨포이카 브로테루스(핀란드어: Tapani Kaarle Heikinpoika Brotherus: 1938년 6월 12일 - )는 핀란드의 외교관이다. 1973년 칠레 쿠데타 당시 주칠레 핀란드 임시대리대사였으며, 수백 명의 칠레인을 쿠데타군으로부터 보호해 탈출시켰다.
브로테루스 집안은 핀란드계가 주류인 헬싱키 문화를 기반으로 하는 집안으로, 타파니 브로테우스의 조부는 헬싱키 대학교 정치학 교수, 부친은 외교관이었다. 타파니는 덴마크 쾨벤하운에서 태어났다.
핀란드와 칠레는 쿠데타 발발 2년여 전에 처음으로 국교를 맺었고, 타파니 브로테우스는 그 책임자로서 본국의 권한을 위임받았다. 살바도르 아옌데 대통령 집권기에 핀란드는 임업 및 광업 부문에서 칠레와 다양한 합작사업을 체결했다. 1973년 9월 11일, 아우구스토 피노체트의 군부는 대통령 아옌데를 살해하고, 아옌데를 지지하는 좌익 성향 국민을 최소 3,000 명 학살했다. 대리대사 브로테우스와 참사관 일카 야말라는 외무부의 훈령과 망명정책을 무시하고 난민들의 탈출책을 자처했다. 브로테우스는 칠레인 난민 182명을 핀란드로, 1,700여명을 동독으로 탈출시켰다.
브로테우스의 행동은 명백한 항명이었지만 당시 핀란드 외무부 정치국 국장 마티 투오비넨 등 외무관료들은 브로테우스의 행동을 묵인했다.  5년간 칠레 주재한 뒤 브로테우스는 이란 테헤란 주재 대사로 부임받았고, 이후 파키스탄 이슬라마바드, 남아공 프리토리아, 그리스 아테네 주재 대사를 역임했다.